# Dogora - Il mostro della grande palude
Dogora - Il mostro della grande palude (宇宙大怪獣ドゴラ?, Uchū Daikaijū Dogora, lett. "Il mostro gigante spaziale Dogora") è un film del 1964, diretto da Ishirō Honda. Prodotto e distribuito da Toho Studios.

## Trama
Diversi satelliti vengono distrutti senza spiegazione. Pochi giorni dopo, un gruppo di ladri di diamanti viene catturato e le gemme che stavano cercando di rubare scompaiono improvvisamente. I due incidenti sono collegati. Gli scienziati scoprono che una gigantesca creatura proveniente dallo Spazio, simile ad una medusa, mutata a causa delle radiazioni, incombe sul Giappone. Questo mostro si nutre della materia a base di carbonio, inclusi carbone e diamanti. Presto la creatura attaccherà anche ponti e navi.